# التا هیل (کالیفرنیا)
التا هیل، کالیفرنیا (به انگلیسی: Alta Hill, California) یک منطقهٔ مسکونی در ایالات متحده آمریکا است که در کالیفرنیا واقع شده‌است.

## خصوصیات
التا هیل ۸۰۷ متر بالاتر از سطح دریا واقع شده‌است.